# 休伊特冰川
休伊特冰川（英語：Hewitt Glacier）是南極洲的冰川，位於沙克爾頓海岸，長28公里，流經劉易斯嶺和特里普山，最終注入理查茲灣，由新西蘭探險隊命名，現時由南極條約體系管理。

## 外部連結
. . United States Geological Survey.   [2012-06-16].
83°17′S 167°50′E / 83.283°S 167.833°E